# Norgesmesterskabet i boksning 1914
Norgesmesterskabet i boksning 1914 blev arrangeret af Idrettsforeningen Ørnulf
13. december i Tivoli Cirkus, Kristiania.

## Medaljevindere

### Herrer
Kongepokalen blev for første gang uddelt i boksning og blev uddelt i den letteste vægtklasse. Finn Johansen vandt pokalen i fjervægt.
| Vægtklasse:  | Guld:                   | Sølv:                           | Bronze: |
| Bantam       | Ingen Deltagelse        |                                 |         |
| Fjervægt     | Finn Johansen, Tjalve   | Thorleif Julius Brustad, Turnf. |         |
| Letvægt      | Edvard Andersen, Ørnulf | R. Agri, Turnf.                 |         |
| Mellemvægt A | Einar Cook, BAK         | Georg Antonius Brustad, Turnf.  |         |
| Mellemvægt B | Ingen Deltagelse        |                                 |         |
| Sværvægt     | Ingen Deltagelse        |                                 |         |